# Lee Hye-gyeong
Lee Hye-gyeong (1960) (Hangul: 이혜경) es una escritora coreana.

## Biografía
En sus primeros años de universidad se expuso a los conflictos de la política nacional dando a conocer fotos de la masacre de Gwangju de 1980, que hicieron que dejara la universidad en 1985 para disfrazarse de obrera e ir a trabajar a una fábrica. Empezó a leer con avidez, se enfrascó en el debate de temas sociales y se fue construyendo una conciencia social. Fue profesora de bachillerato durante dos años antes de debutar en la literatura. Lee Hye-gyeong viaja a menudo a partes remotas y subdesarrolladas del mundo, y recientemente ha ido como voluntaria a Indonesia por dos años.

## Obra
Está considerada como una escritora de la nueva generación de mujeres que escriben y cuyas carreras siguen evolucionando. Lee Hye-gyeong piensa que no puede escribir ni una sola frase sobre algo que no haya experimentado de forma personal. Su dependencia de las experiencias reales, que explican el pequeño volumen de su obra, se explica como el espíritu de un maestro artesano o como un acercamiento de aficionado a la escritura. Sin embargo, más allá de estas consideraciones, escribe con cuidado y exactitud. Sus obras se centran en el tema de la familia en diferentes etapas de la desintegración. Aunque es una escritora feminista interesada en el papel de la mujer en la familia y en la sociedad, también se separa de la perspectiva dicotómica de los géneros propia del feminismo típico. Los padres en sus obras son opresores a la vez que oprimidos. Sus propias figuras de padre -que pueden ser la sociedad, la tradición y las convenciones- los aplastan a ellos tanto como a los otros. En este sentido, la mujer y el hombre comparten la carga de la opresión social.

## Obras en coreano (lista parcial)
- "Una casa en el camino"
- "En frente de esa casa"
- "La cima de la colina"
- "El hueco"

## Premios
- 1995 Premio al Escritor Actual por "Una casa en el camino"
- 2000 Premio Literario Korea Daily por "En frente de esa casa"
- 2002 Premio Literario Hyundae Munhak por "La cima de la colina"
- 2006 Premio literario Dong-in por "El hueco"